# Port Royal (àlbum)
Port Royal és un àlbum del grup alemany Running Wild. Aquesta disc continua el tema pirata de Under Jolly Roger i es diu que comença el "pirata metal" en la comunitat del metal.
1. "Intro" (Rolf Kasparek / Jens Becker / Majk Moti) – 0:49
2. "Port Royal" (Rolf Kasparek) – 4:12
3. "Raging Fire" (Rolf Kasparek - Rolf Kasparek / Stefan Schwarzmann / Majk Moti) – 3:28
4. "Into the Arena" (Majk Moti) – 3:59
5. "Uaschitschun" (Rolf Kasparek) – 4:53
6. "Final Gates" (Jens Becker) – 2:59
7. "Conquistadores" (Rolf Kasparek) – 4:49
8. "Blown to Kingdom Come" (Majk Moti) – 3:19
9. "Warchild" (Rolf Kasparek - Rolf Kasparek / Stefan Schwarzmann) – 3:00
10. "Mutiny" (Rolf Kasparek - Rolf Kasparek / Stefan Schwarzmann) – 4:27
11. "Calico Jack" (Rolf Kasparek / Majk Moti - Rolf Kasparek / Stefan Schwarzmann / Majk Moti) – 8:14

## Formació
- Rock'n'Rolf: veu, guitarra
- Majk Moti: guitarra
- Jens Becker: baix
- Stefan Schwarzmann: bateria